# Seznam avstro-ogrskih letalskih asov prve svetovne vojne
Seznam avstro-ogrskih letalskih asov prve svetovne vojne je urejen po številu letalskih zmag.
| - Godwin Brumowski - 35 - Julius Arigi - 32 - Benno Fiala von Fernbrugg - 28 - Frank Linke-Crawford - 27 - Josef Kiss - 19 - Franz Gräser - 18 - Eugen Bönsch - 16 - Stefan Fejes - 16 - Ernst Strohschneider - 15 - Adolf Heyrowsky - 12 - Kurt Gruber - 11 - Franz Rudorfer - 11 - Friedrich Navratil - 10 - Raoul Stojsavljevic - 10 - Gottfried von Banfield - 9 - Otto Jindra - 9 - Georg Kenzian - 9 - Ferdinand Udvardy - 9 - Karl Kaszala - 8 - Heinrich Kostrba - 8 - Alexander Tahy - 8 - Josef Friedrich - 7 - Ludwig Hautzmayer - 7 - Otto Jäger - 7 - Josef von Maier - 7 | - Johann Risztics - 7 - Andreas Dombrowski - 6 - Johann Frint - 6 - Alexander Kasza - 6 - Karl Nikitsch - 6 - Franz Peter - 6 - Josef Pörer - 6 - Roman Schmidt - 6 - Rudolf Weber - 6 - Julius Busa - 5 - Friedrich Hefty - 5 - Julius Kowalczik - 5 - Franz Lahner - 5 - Friedrich Lang - 5 - Johann Lasi - 5 - Bela Macourek - 5 - Kurt Nachod - 5 - Augustin Novak - 5 - Karl Patzelt - 5 - Alois Rodlauer - 5 - Rudolf Szepessy-Sokoll - 5 - Karl Teichmann - 5 - Karl Urban - 5 - Franz Wognar - 5 |